# Żołnino
Żołnino – osiedle typu miejskiego w Rosji, w obwodzie niżnonowogrodzkim. W 2010 roku liczyło 896 mieszkańców.